# Tuber
Genre
Tuber est un genre de champignons ascomycètes de la famille des Tuberaceae dont les sporophores comestibles sont appelés Truffe. Par extension, l'ensemble du champignon, et pas seulement le sporophore, est appelé truffe. Ce genre inclut Tuber melanosporum dont la fructification est la très recherchée truffe noire.

## Liste d'espèces
Quelques espèces,, remarquables :
- Tuber aestivum
- Tuber borchii
- Tuber brumale
- Tuber excavatum
- Tuber gibbosum
- Tuber himalayensis
- Tuber macrosporum
- Tuber magnatum
- Tuber melanosporum
- Tuber mesentericum
- Tuber oregonense
- Tuber oligospermum
- Tuber puberulum
- Tuber sinensis
- Tuber uncinatum

## Fructification et dissémination
Ces champignons sont exclusivement hypogés, c'est-à-dire que leur sporophore se développe sous terre. Leur unique stratégie de dispersion semble être la zoochorie ; leurs spores sont ingérées ou transportées par certains animaux (mammifères) qui le détectent a priori à l'odorat. Les sangliers semblent jouer un rôle important pour cette dispersion, de même que les écureuils (démontré chez au moins deux espèces en Amérique du Nord où le sanglier était absent).
Sciurus vulgaris en Europe et Eurasie et l'écureuil roux américain ou le grand polatouche et peut-être d'autres espèces consomment ces champignons. Ce faisant ils contribuent à en disséminer les spores et jouent donc un rôle utile pour la forêt, car ces champignons sont des mycorhisateurs pour des essences forestières majeures (chêne et noisetier en Europe). Ils contribuent donc indirectement à une bonne mycorhisation des arbres mais aussi à la dispersion des truffes et d'autres champignons.
Une étude a porté sur le contenu du tractus digestif de Grands polatouches et de 75 écureuils roux nord-américains de forêt boréale : leur tube digestif contenait de grandes quantités de spores de champignons épigés (fructifiant en surface), mais aussi des quantités significatives de spores de Tuber sp.